# Blažena Rynešová
Blažena Rynešová (16. července 1900 Třeboň – 15. února 1944 Praha – Horní Krč) byla česká historička, archivářka a významná členka Československého státního historického ústavu. 

## Život a vědecké působení
Narodila se v rodině profesora dějepisu na gymnáziu v Třeboni Josefa Ryneše (1855–1925). Sama rovněž studovala na třeboňském gymnáziu, kde odmaturovala roku 1919. Po maturitě studovala na Filozofické fakultě Univerzity Karlovy, kde 27. února 1924 získala titul doktor filosofie. V červnu 1923 také složila státní zkoušku na Státní archivní škole.
Jádro její vědecké činnosti bylo těsně spjato s činností Československého státního historického ústavu v Praze, v němž aktivně působila již od svých studentských let (od 19. září 1921) až do roku 1943, kdy pro dlouhotrvající vážnou nemoc byla nucena předčasně odejít do penze.

## Dílo
Životním dílem Blaženy Rynešové byl tzv. Listář a listinář Oldřicha z Rožmberka 1418–1462, z něhož vyšly za jejího života v letech 1927, 1932 a 1937 tři mohutné svazky zahrnující léta 1418–1448. Posmrtně pak byl vydán ještě čtvrtý svazek obsahující období let 1449–1462, za spoluautorství jejího současníka Josefa Pelikána (1900–1956). Dále Rynešová zpracovávala listiny z období vlády Karla IV., konkrétně z let 1346–1354, a to pro V. svazek monumentálního edičního podniku Regesta diplomatica nec non epistolaria Bohemiae et Moraviae. Mimo ediční práci projevovala rovněž zájem o filologii, který se projevil v jejích nesčetných příspěvcích pro slovník středověké latiny, připravovaný Českou akademií věd a umění. B. Rynešová také určila autora iluminovaného pasionálu abatyše Kunhuty a psala drobnější články z dějin Vítkovců a jejich boje proti Přemyslu Otakaru II.